# Kona weather
『kona weather』（コナ・ウェザー）は、日本のシンガーソングライターである杉山清貴の3枚目のオリジナル・アルバム。
1987年12月19日にVAPのEmbarkレーベルからリリースされた。プロデューサーは杉山、エグゼクティブ・プロデューサーは藤田浩一と遠藤勝彦、北村篤識が担当しており、前作『realtime to paradise』（1987年）から9か月ぶりとなる作品として発表された。
本作はオリコンのCDアルバムチャートでは最高2位だったが、1988年1月25日付のLPチャートでは1位を獲得した。
2022年6月29日にリリースされた『kona weather -35th Anniversary Edition-』（コナ・ウェザー サーティー・フィフス・アニバーサリーエディション）も同時に記述する。

## リリース
1987年3月21日にVAPのEmbarkレーベルからLPレコードとCT、CDの3形態でリリースされ、CTとCDのみボーナス・トラックとして、先行シングルである「SHADE〜夏の翳り〜」（1987年）が収録されている。
1995年7月1日にCDのみ再リリースされた。

## 批評
| 専門評論家によるレビュー | 専門評論家によるレビュー |
| レビュー・スコア         | レビュー・スコア         |
| 出典                     | 評価                     |
| ------------------------ | ------------------------ |
| CDジャーナル             | 肯定的                   |
| Mikiki                   | 肯定的                   |

『CDジャーナル』は、この作品の世界観を「気分はマウイかオアフか、といった感じで徹底して爽やかなムードで包み込む」と表現したうえで「まるで南の島の風が頬をなでる感じで、地図を広げたくなる。しかも、憧れと現実を至近距離で交錯させる。その辺の技量というか、庶民感覚がこの人の持ち味だ」と肯定的な評価を下している。
音楽評論家の久保田泰平は、ウェブサイト『Mikiki』の中で「ややロック色を増したレイドバック感覚も覗かせ、地に足の着いたリラクシンなAOR感覚が穏やかで心地良い」と肯定的な評価を下している。

## 収録曲

### LPレコード
| 全作曲: 杉山清貴。 |                                        |            |            |                              |      |
| #                  | タイトル                               | 作詞       | 作曲・編曲 | 編曲                         | 時間 |
| 1.                 | 「KONA WIND」                          | 田口俊     | 杉山清貴   | 木戸やすひろ 杉山清貴 比山清 | 4:04 |
| 2.                 | 「DOUBLE RAINBOW」                     | 田口俊     | 杉山清貴   | 芳野藤丸                     | 4:28 |
| 3.                 | 「PARK SIDE ROMANCE」                  | 青木久美子 | 杉山清貴   | 松下誠                       | 4:55 |
| 4.                 | 「MIDNIGHT CONFUSION (恋にナイフを!)」 | 青木久美子 | 杉山清貴   | 芳野藤丸                     | 5:25 |
| 5.                 | 「サンセット・ラブソング」             | 安藤芳彦   | 杉山清貴   | 鈴木茂                       | 5:29 |
| 合計時間:          | 合計時間:                              | 合計時間:  | 合計時間:  | 24:21                        |      |

| 全作曲: 杉山清貴。 |                      |                    |            |          |      |
| #                  | タイトル             | 作詞               | 作曲・編曲 | 編曲     | 時間 |
| 1.                 | 「HEARTBREAK CITY」  | リンダ・ヘンリック | 杉山清貴   | 松下誠   | 4:52 |
| 2.                 | 「I'LL BE THERE」    | 安藤芳彦           | 杉山清貴   | 鈴木茂   | 4:55 |
| 3.                 | 「あの夜の向こうに」 | 安藤芳彦           | 杉山清貴   | 芳野藤丸 | 5:51 |
| 4.                 | 「A PRIME DAYBREAK」 | 青木久美子         | 杉山清貴   | 松下誠   | 5:37 |
| 合計時間:          | 合計時間:            | 合計時間:          | 合計時間:  | 21:15    |      |

### CT
| 全作曲: 杉山清貴。 |                                        |            |            |                              |      |
| #                  | タイトル                               | 作詞       | 作曲・編曲 | 編曲                         | 時間 |
| 1.                 | 「KONA WIND」                          | 田口俊     | 杉山清貴   | 木戸やすひろ 杉山清貴 比山清 | 4:04 |
| 2.                 | 「DOUBLE RAINBOW」                     | 田口俊     | 杉山清貴   | 芳野藤丸                     | 4:28 |
| 3.                 | 「PARK SIDE ROMANCE」                  | 青木久美子 | 杉山清貴   | 松下誠                       | 4:55 |
| 4.                 | 「MIDNIGHT CONFUSION (恋にナイフを!)」 | 青木久美子 | 杉山清貴   | 芳野藤丸                     | 5:25 |
| 5.                 | 「サンセット・ラブソング」             | 安藤芳彦   | 杉山清貴   | 鈴木茂                       | 5:29 |
| 合計時間:          | 合計時間:                              | 合計時間:  | 合計時間:  | 24:21                        |      |

| 全作曲: 杉山清貴。 |                       |                    |            |          |      |
| #                  | タイトル              | 作詞               | 作曲・編曲 | 編曲     | 時間 |
| 1.                 | 「HEARTBREAK CITY」   | リンダ・ヘンリック | 杉山清貴   | 松下誠   | 4:52 |
| 2.                 | 「I'LL BE THERE」     | 安藤芳彦           | 杉山清貴   | 鈴木茂   | 4:55 |
| 3.                 | 「あの夜の向こうに」  | 安藤芳彦           | 杉山清貴   | 芳野藤丸 | 5:51 |
| 4.                 | 「A PRIME DAYBREAK」  | 青木久美子         | 杉山清貴   | 松下誠   | 5:37 |
| 5.                 | 「SHADE〜夏の翳り〜」 | 青木久美子         | 杉山清貴   | 佐藤準   | 4:03 |
| 合計時間:          | 合計時間:             | 合計時間:          | 合計時間:  | 25:18    |      |

### CD
| 全作曲: 杉山清貴。 |                                        |                    |            |                              |      |
| #                  | タイトル                               | 作詞               | 作曲・編曲 | 編曲                         | 時間 |
| 1.                 | 「KONA WIND」                          | 田口俊             | 杉山清貴   | 木戸やすひろ 杉山清貴 比山清 | 4:04 |
| 2.                 | 「DOUBLE RAINBOW」                     | 田口俊             | 杉山清貴   | 芳野藤丸                     | 4:28 |
| 3.                 | 「PARK SIDE ROMANCE」                  | 青木久美子         | 杉山清貴   | 松下誠                       | 4:55 |
| 4.                 | 「MIDNIGHT CONFUSION (恋にナイフを!)」 | 青木久美子         | 杉山清貴   | 芳野藤丸                     | 5:25 |
| 5.                 | 「サンセット・ラブソング」             | 安藤芳彦           | 杉山清貴   | 鈴木茂                       | 5:29 |
| 6.                 | 「HEARTBREAK CITY」                    | リンダ・ヘンリック | 杉山清貴   | 松下誠                       | 4:52 |
| 7.                 | 「I'LL BE THERE」                      | 安藤芳彦           | 杉山清貴   | 鈴木茂                       | 4:55 |
| 8.                 | 「あの夜の向こうに」                   | 安藤芳彦           | 杉山清貴   | 芳野藤丸                     | 5:51 |
| 9.                 | 「A PRIME DAYBREAK」                   | 青木久美子         | 杉山清貴   | 松下誠                       | 5:37 |
| 10.                | 「SHADE〜夏の翳り〜」                  | 青木久美子         | 杉山清貴   | 佐藤準                       | 4:03 |
| 合計時間:          | 合計時間:                              | 合計時間:          | 合計時間:  | 49:39                        |      |

## リリース履歴
| No. | 日付           | レーベル     | 規格       | 規格品番   | 備考         |
| --- | -------------- | ------------ | ---------- | ---------- | ------------ |
| 1   | 1987年12月19日 | VAP / Embark | LPレコード | 30228-28   |              |
| 1   | 1987年12月19日 | VAP / Embark | CT         | 50228-28   |              |
| 1   | 1987年12月19日 | VAP / Embark | CD         | 80061-32   |              |
| 2   | 1995年7月1日   | VAP          | CD         | VPCC-84503 | 再リリース盤 |

## kona weather -35th Anniversary Edition-
『kona weather -35th Anniversary Edition-』（コナ・ウェザー サーティー・フィフス・アニバーサリーエディション）は、日本のシンガーソングライターである杉山清貴のコンピレーション・アルバム。
2022年6月29日にVAPからリリースされ、杉山のソロデビュー35周年を記念した企画の1つとして発表された。

### リリース
2022年6月29日にVAPからBlu-spec CD2としてリリースされ、ボーナス・トラックとして、シングル「SHADE〜夏の翳り〜」（1987年）のスペシャルリミックスバージョンとカップリング曲である「水の中のAnswer (ロングバージョン)」のSE無しバージョンに、当時オリジナル・アルバムには未収録だったシングル「風のLONELY WAY」（1988年）とカップリング曲の「無言のDIALOGUE」、「風のLONELY WAY」のオリジナル・カラオケが収録されている。

### 収録曲
| #         | タイトル                                                                                            | 作詞               | 作曲      | 編曲                         | 時間  |
| --------- | --------------------------------------------------------------------------------------------------- | ------------------ | --------- | ---------------------------- | ----- |
| 1.        | 「KONA WIND」                                                                                       | 田口俊             | 杉山清貴  | 木戸やすひろ 杉山清貴 比山清 | 4:04  |
| 2.        | 「DOUBLE RAINBOW」                                                                                  | 田口俊             | 杉山清貴  | 芳野藤丸                     | 4:28  |
| 3.        | 「PARK SIDE ROMANCE」                                                                               | 青木久美子         | 杉山清貴  | 松下誠                       | 4:55  |
| 4.        | 「MIDNIGHT CONFUSION (恋にナイフを!)」                                                              | 青木久美子         | 杉山清貴  | 芳野藤丸                     | 5:25  |
| 5.        | 「サンセット・ラブソング」                                                                          | 安藤芳彦           | 杉山清貴  | 鈴木茂                       | 5:29  |
| 6.        | 「HEARTBREAK CITY」                                                                                 | リンダ・ヘンリック | 杉山清貴  | 松下誠                       | 4:52  |
| 7.        | 「I'LL BE THERE」                                                                                   | 安藤芳彦           | 杉山清貴  | 鈴木茂                       | 4:55  |
| 8.        | 「あの夜の向こうに」                                                                                | 安藤芳彦           | 杉山清貴  | 芳野藤丸                     | 5:51  |
| 9.        | 「A PRIME DAYBREAK」                                                                                | 青木久美子         | 杉山清貴  | 松下誠                       | 5:37  |
| 10.       | 「SHADE-夏の翳り-」(1987年ボーナス・トラック)                                                       | 青木久美子         | 杉山清貴  | 佐藤準                       | 4:03  |
| 11.       | 「風のLONELY WAY」(2022年ボーナス・トラック)                                                        | 田口俊             | 杉山清貴  | 林哲司                       | 4:54  |
| 12.       | 「無言のDIALOGUE」(2022年ボーナス・トラック)                                                        | 青木久美子         | 林哲司    | 林哲司                       | 4:58  |
| 13.       | 「SHADE-夏の翳り- (スペシャルリミックスバージョン)」(2022年ボーナス・トラック)                      | 青木久美子         | 杉山清貴  | 佐藤準                       | 6:20  |
| 14.       | 「水の中のAnswer (ロングバージョン) (SE無しフルサイズ) (過去未発表音源)」(2022年ボーナス・トラック) | 売野雅勇           | 杉山清貴  | 松下誠                       | 5:32  |
| 15.       | 「風のLONELY WAY (オリジナル・カラオケ)」(2022年ボーナス・トラック)                                 |                    | 杉山清貴  | 林哲司                       | 4:51  |
| 合計時間: | 合計時間:                                                                                           | 合計時間:          | 合計時間: | 合計時間:                    | 76:14 |

### リリース履歴
| No. | 日付          | レーベル | 規格         | 規格品番   | 備考 |
| --- | ------------- | -------- | ------------ | ---------- | ---- |
| 1   | 2022年6月29日 | VAP      | Blu-spec CD2 | VPCC-86401 |      |

## 参加ミュージシャン
- rhythm arranger: shigeru suzuki, makoto matsushita, fujimaru yoshino
- background vocal arranger: shuji otsuka, yasuhiro kido, kiyoshi hiyama
- drums: atsuo okamoto, eiji shimamura, toru hasebe, masahiro miyazaki
- bass: akira okazawa, yasuo tomikura, hideki matsubara, chiharu mikuzuki
- keyboards: nobuo kurata, yoshinobu kojima, tadashi namba, masato matsuda, hidetoshi yamada
- guitars: shigeru suzuki, jun sumida, makoto matsushita, fujimaru yoshino
- percussion: nobu saito, motoya hamaguchi
- sax: jake.h.conception, hidefumi toki
- chorus: shuji“ばんます”otsuka, yasuhiro“りめんば”kido, kiyoshi“いいね”hiyama
- operator: atsushi umehara, jun tohyama, takashi furukawa